# Václav Otčenášek
Václav Otčenášek (26. září 1925 Tršice – 9. listopadu 1951 Olomouc) byl český automechanik odsouzený v politickém procesu komunistickým režimem k trestu smrti a v roce 1951 popraven.

## Životopis
Narodil se v roce 1925 v Tršicích. Jeho otec Adolf byl během druhé světové války členem protinacistického odboje. Otec zároveň vlastnil autodílnu v Bělotíně, v níž poté působil i on sám. Kolem jeho minulosti panuje řada pochybností a existují dvě verze jeho činnosti během války.
Podle jedné z nich byl v roce 1942 totálně nasazen na olomouckém letišti, devět měsíců vězněn gestapem za údajný pokus o sabotáž, uprchl do Jugoslávie, na území Černé Hory bojoval po boku partyzánů proti nacistům a v rámci těchto bojů byl zraněn. Po konci války měl v Jugoslávii několik měsíců působit jako řidič a na podzim 1945 se vrátit zpět do Československa. Podle další verze Československo Otčenášek nikdy vůbec neopustil. a pobýval pouze na území Olomoucka.

### Po únoru 1948

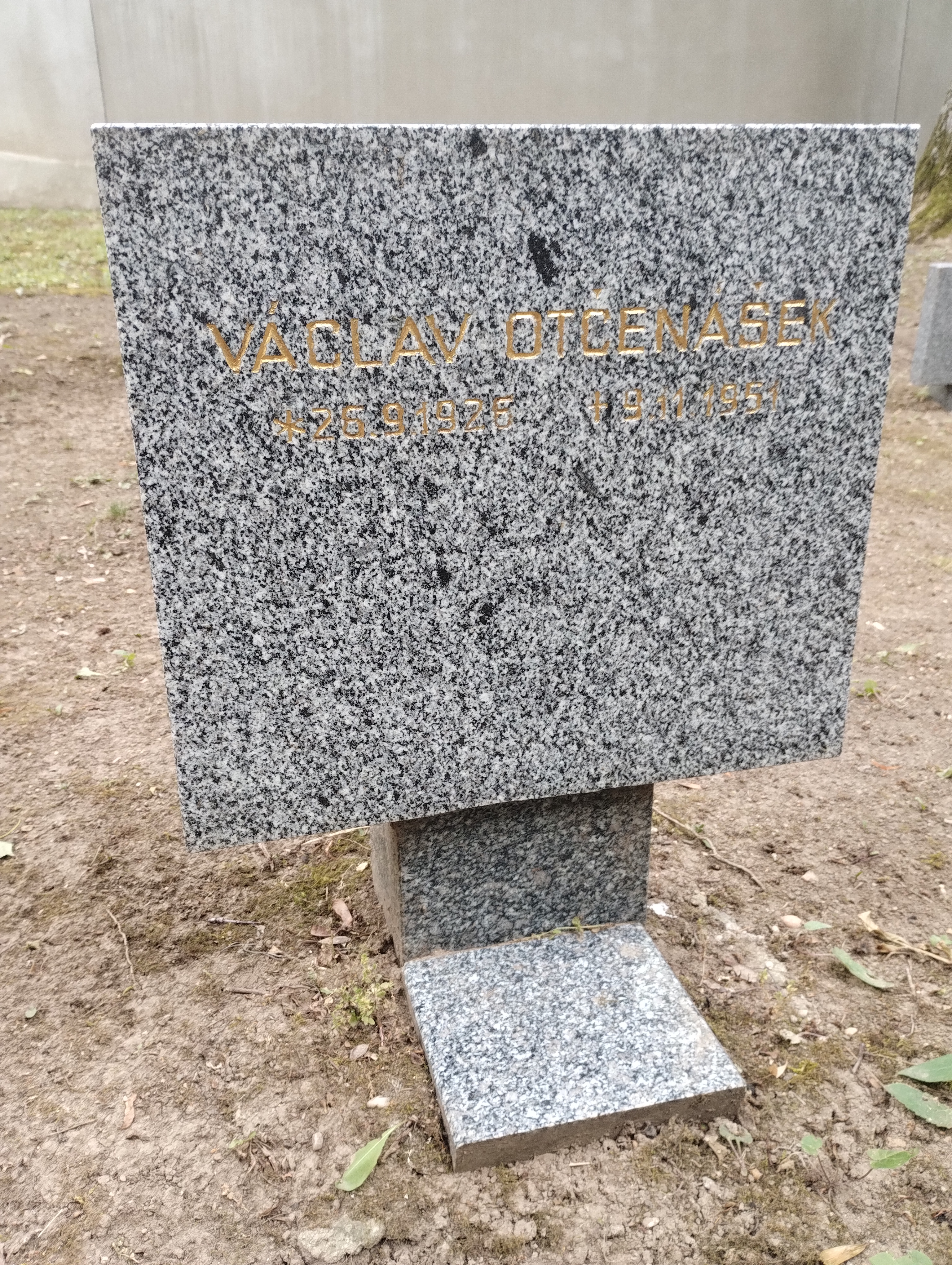
Symbolický náhrobek V. Otčenáška na Čestném pohřebišti v Ďáblicích

Po únorovém převratu se v Bělotíně poté dostal do kontaktu s muži, se kterými chtěl podnikat ozbrojené protirežimní akce. Ty nakonec nepodnikli a v říjnu 1950 se s nimi pokusil uprchnout z Československa do Západního Německa, kde se chtěl stát členem zahraniční armády. Když však jel se skupinou vlakem směrem ke státní hranici do Domažlic a skupinu se pokusil zkontroloval příslušník Sboru národní bezpečnosti, došlo k přestřelce. Jediným uprchlíkem, kterému se z ní nepodařilo uprchnout, byl právě Otčenášek, který utrpěl zranění při seskoku z vlaku, když dvě hodiny ležel v kolejišti v bezvědomí. Dobrovolně se na nedalekém nádraží přihlásil u příslušníků SNB, neboť byl těžce raněn. Poté byl ve vazbě mučen a donucen prozradit všechny, kteří s ním chtěli utéci a i ty, kteří mu nějak pomohli či o útěku jen věděli. V politickém procesu konaném v červenci 1951 v Hranicích byl za trestné činy velezrady, a pokus o vraždu odsouzen k trestu smrti. Popraven byl v listopadu 1951.
Od roku 2002 připomíná jeho památku v Brně pamětní deska.